# Жолудь Олександр Семенович

Дитяча художня школа м. Запоріжжя. 2024 р.

Жолудь Олександр Семенович (народився 6 травня 1955 р. в м. Запоріжжя) — український художник, член Національної спілки художників України. Кераміст, скульптор, медальєр.

## З життєпису
У 1975 р. закінчив Дніпропетровське художнє училище.
У 1978 р. Олександр Семенович вступив у Львівський державний інститут прикладного та декоративного мистецтва.
З 1983 р. працює у Запорізькому художньо-виробничому комбінаті художником-монументалістом, з 2002 р. Олександр Семенович очолює комбінат.
У 1996—2003 рр. — викладач скульптури дитячої художньої школи м. Запоріжжя, надалі директор Запорізької дитячої художньої школи.
Олександр Семенович — учасник обласних, всеукраїнських та міжнародних виставок і симпозіумів.

## Творчий доробок
Декоративні рельєфи — «Музи» (фасад Будинку культури Чортківського цукрового з-ду Терноп. обл.), «О. Довженко» (1989), «Юлія» (1997); медалі — «М. Шашкевич», «Ю. Дрогобич» (обидві — 1983); плакетка «Академік Д. Яворницький», «Вічність» (обидва –1984); пам'ят. знак загиблим співроб. МВС України (1999, Запоріжжя); «Сини мої, візьміть мої вітрила… (Пам'яті М. Маричевського)» (2005), «Козацький герць» (2006), «Берегиня» (2008); пам'ятник жертвам голодомору 1932–33 (м. Мелітополь), монумент «Козак Мамай» (м. Чигирин Черкас. обл.; обидва — 2008).
Автор Відзнаки «500 років з дня виходу в світ першої книги українського автора», Відзнаки Донецького відділення НТШ на 150-річчя НТШ.

## Галерея робіт

Скульптура. Жолудь О.С. "Любімо Україну" - декоративний рельєф на фасаді Малобілозерської спеціалізованої естетичної школи
Скульптура. Жолудь О.С. "Козаку Микиті Галагану", м. Чигирин
Фрагмент з авторської виставки 2024 року. м.Запоріжжя.